# Eddie Blay
Edward "Eddie" Blay, född 9 november 1937 i Accra, död 15 oktober 2006 i Accra, var en ghanansk boxare.
Blay blev olympisk bronsmedaljör i lätt weltervikt i boxning vid sommarspelen 1964 i Tokyo.